# پهن‌آرواره‌اسب ولده‌گابریل
پهن‌آرواره‌اسب ولده‌گابریل (نام علمی: Eurygnathohippus woldegabriel) نام یک گونه منقرض‌شده از سرده پهن‌آرواره‌اسب است.